# Дхамаркотра (копальня)
Гірничозбагачувальний комбінат Дхамаркотра – підприємство індійської гірничо-хімічної промисловості, яку працює у штаті Раджастхан.
Індія є одним з провідних виробників продовольства у світі (та країною із найбільшим населенням), проте має незначні ресурси фосфоритної сировини. При цьому станом на початок 2020-х більш ніж 98% видобутку припадає на копальню Дхамаркотра у штаті Раджастхан, розробку якої веде державна компанія Rajasthan State Mines & Minerals Limited (RSMML).
Поклади фосфоритів у Дхамаркотра виявили у 1968 – 1969 роках. Якість руди була не надто високою (від 13 до 18% P2O5), проте є відомості, що вже у 1971-му тут існував кар’єр, що займав біля 4,5 га. В 1988-му площа кар’єру досягнула 71 га, а у 1996 році – вже 217 га. Також відомо, що в 1992-му у Дхамаркотра ввели в дію потужний збагачувальний комплекс продуктивністю 1500 тон концентрату на добу.
В подальшому добові потужності довели до 3400 тон концентрату (із вмістом P2O5 від 30% до 31,5%). Для отриманання такого результату підприємству, з огляду на великий обсяг розкривних робіт, доводиться щорічно переміщувати біля 20 млн тон породи.
Можливо відзначити, що починаючи з кінця 1990-х лише за кілька кілометрів від кар’єру сформувався кластер з виробництва фосфорних добрив, де, зокрема, працюють заводи компаній Rama Phosphates Limited, Bohra Industries Limited, Arawali Phosphate Limited, Prem Sakhi Group. Не виключені поставки і більш віддаленим споживачам, наприклад, заводу суперфосфату у Мегнагарі (штат Мадг’я-Прадеш).